# Alain Billouin
Alain Billouin, né le 15 novembre 1940 à Évreux, est un journaliste-écrivain sportif, ancien responsable de l'athlétisme et des sports olympiques à L'Équipe (1966-1998) et ancien collaborateur de l'ORTF (1969-1974). Il est l'auteur ou co-auteur d'une trentaine d'ouvrages traitant de sports et historien d'athlétisme.

## Biographie
Diplômé du CFJ (promotion 65, avec Pierre Lescure), il est entré, après un stage à l'AFP, à L'Équipe en janvier 1966 : reporter, puis chef de service, puis chef du groupe olympique et responsable auprès de la rédaction en chef. Il a été appelé en 1969 par Raymond Marcillac pour collaborer au service des sports de l'ORTF et toutes ses émissions sportives et retenu par Pierre Desgraupes et Joseph Pasteur pour présenter les sports dans le JT de la 1re chaîne à "Information Première" et maintenu par Jacqueline Baudrier pour "24 heures sur la Une".

## Œuvres
- Alain Billouin et entraîneurs français, Athlétisme en 2 tomes (courses et concours), Robert Laffont, 1977.
- Alain Billouin, Le Livre d'Or de l'Athlétisme (éditions annuelles 1978-1985), Solar.
- Robert Parienté, Serge Laget, Alain Billouin et Alain Lunzenfichter, L'Equipe, Cinquante ans de Sport, Calmann-Lévy, 1995 (Grand Prix de la Littérature Sportive 1995).
- Alain Billouin, Roberto Quercetani et Mel Watman, La magie de l'athlétisme, Editions de l'IAAF, 1998.
- Alain Billouin, Le Patinage français : Légende d'un Siècle, Solar, 1999 (Prix du Livre du Centenaire des Sports de Glace (FFSG) en 2000).
- Alain Billouin, L'athlétisme français : Livre d'Or des Exploits du Siècle, Solar, 2000.
- Alain Billouin, 100 Dieux du Stade, Solar, 2001 (ISBN 2263031987)
- Robert Parienté et Alain Billouin, La Fabuleuse Histoire de l'Athlétisme, Minerva Press, 2003 (ISBN 2830707273)
- Henri Charpentier et Alain Billouin, Périls sur les Jeux Olympiques, Le Cherche Midi, 2004 (Prix du Fair Play de l'AFSVFP - Comité national olympique et sportif français).
- Alain Billouin, Michel Jazy : L'Ange de la piste, Prolongations, 2007 (ISBN 978-2-916400-12-9).
- Alain Billouin, Les 50 plus belles histoires du Stade de France, Timée-Editions, 2007.
- Alain Billouin, Henri Charpentier et Serge Laget, Les Déesses du Sport, La Martinière, 2007 (Prix du Plus bel ouvrage sportif illustré français de l'année au Sportel de Monaco 2007).
- Alain Billouin, Laure Manaudou : Un fabuleux destin, Solar, 2008.
- Alain Billouin et Jean-Paul Noguès, Colette Besson : La flamme éternelle, Jacob Duvernet, 2008.
- Laurent Jalabert en collaboration avec Alain Billouin, A chacun son défi, Solar et France Télévisions, 2009.
- Alain Billouin, Athlétisme Français 2001-2010, Solar, 2011.
- Alain Billouin et Mel Watman, superviseurs éditoriaux du Livre du Centenaire de l'IAAF 1912-2012[1], Editions de l'IAAF, 2012.
- Alain Billouin, Le Paradis bleu de Pierre Quinon, Solar, 2013.
- Alain Billouin, Athlétisme Français : 20 ans d'exploits, Solar, 2015.
- Alain Billouin, Alain Mimoun : Toute une vie à courir, Solar, 2016 (sélectionné pour le Prix Antoine Blondin 2017).

## Distinctions
- Chevalier de l'Ordre National du Mérite (2000).
- Lauréat de l'Académie des sports (1998), de l'Esprit Sportif CNOSF (2004), et Journaliste de l'année IAAF (2011)[2].
- Prix de la Carrière (Prix Louis-Nucera), de l'Association des écrivains sportifs (2017).

## Galerie Photos

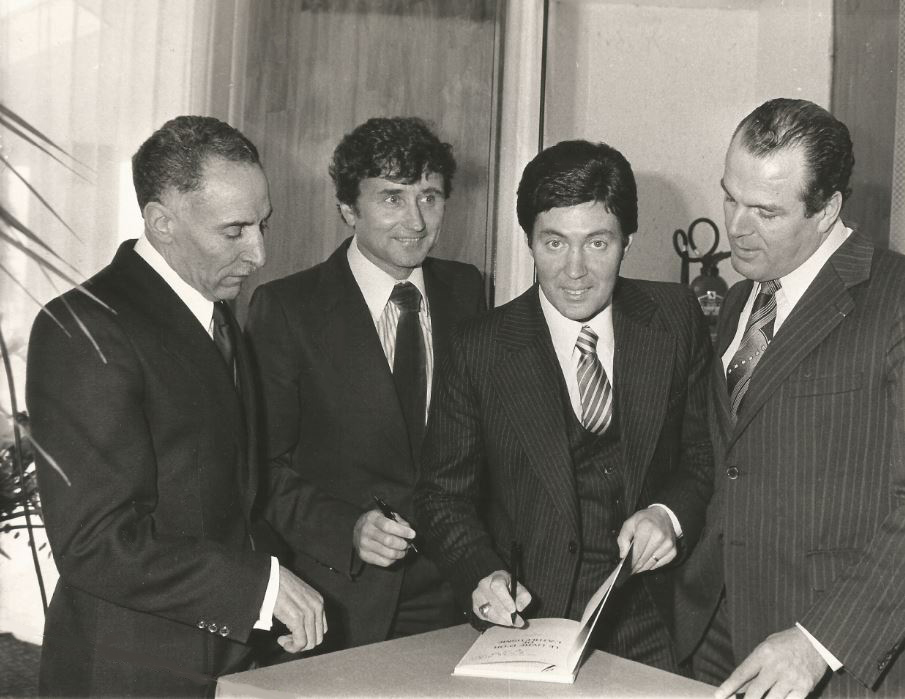
Paris 1978 : avec Alain Mimoun, Michel Jazy et Michel Macquet
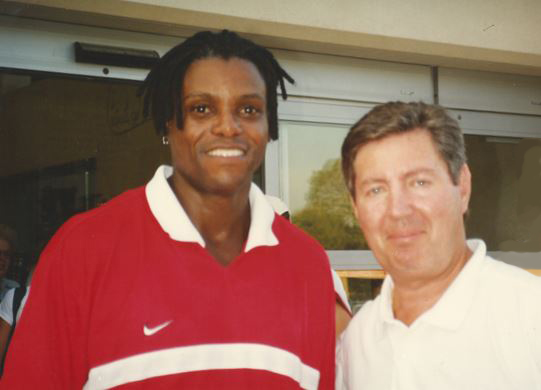
Houston 1997 : avec Carl Lewis lors de ses adieux
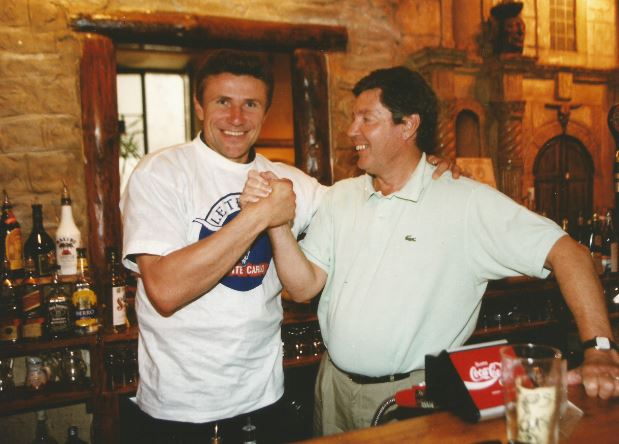
Monaco 1998 : avec Sergueï Bubka